# Bellegarde-Sainte-Marie
Bellegarde-Sainte-Marie (em occitano:  Bèragarda e Senta Maria) é uma comuna francesa na região administrativa da Occitânia, no departamento do Alto Garona. Estende-se por uma área de 11.66 km², com 192 habitantes, segundo o censo de 2018, com uma densidade de 16 hab/km².